# Petatlán (kommun)
Petatlán är en kommun i Mexiko.   Den ligger i delstaten Guerrero, i den södra delen av landet, 300 km sydväst om huvudstaden Mexico City.
Följande samhällen finns i Petatlán:
- Petatlán
- San Jeronimito
- Las Mesas
- Coyuquilla Sur
- Barra de Potosí
- Las Salinas
- El Cayacal
- Rancho Nuevo
- El Zapotillal
- El Cabritero de Domínguez
- La Lajita
- Puente la Barrita
- El Limón
- Las Canalejas
- Miyagua
- El Camalotito
- La Calera de Santa Lucía
- La Finca
- Los Planes